# Prix Akatsuka
Le Prix Akatsuka (Akatsuka bunka shō) est une récompense bisannuelle créé en 1974 par l'éditeur Shūeisha, récompensant les mangas comiques sortis durant les 6 derniers mois, contrairement au prix Tezuka du même éditeur qui récompense les mangas à intrigues.